# Siau-Koboldmaki
Der Siau-Koboldmaki (Tarsius tumpara) ist eine Primatenart aus der Gruppe der Koboldmakis. Er wurde 2008 beschrieben.

## Merkmale
Siau-Koboldmakis ähneln den nahe verwandten Sangihe-Koboldmakis, mit denen sie früher zu einer Art zusammengefasst wurden. Sie sind wie alle Koboldmakis sehr kleine Primaten. Ihr Fell ist am Rücken graubraun gefärbt, der Bauch ist grau. Der Schwanz ist länger als der Rumpf, das Haarbüschel am Ende ist nur schwach ausgeprägt. Der grau gefärbte Kopf ist wie bei allen Koboldmakis durch die großen Augen charakterisiert, der Schädel ist generell größer als der des Sangihe-Koboldmakis. Die Ohren sind ebenfalls groß und beweglich. Die Gliedmaßen zeigen die für Koboldmakis typischen Anpassungen an die springende Fortbewegung: die Hinterbeine und die Fußwurzeln sind stark verlängert.

## Verbreitung und Lebensweise
Diese Primaten sind auf der Insel Siau endemisch, die zu den indonesischen Sangihe-Inseln gehört und ungefähr auf halber Strecke zwischen Sulawesi und Mindanao liegt. Lebensraum dieser Tiere sind Wälder.
Über ihre Lebensweise ist wenig bekannt. Wie alle Koboldmakis sind sie nachtaktive Baumbewohner, die sich senkrecht kletternd und springend durch das Geäst bewegen. Sie leben in kleinen Familiengruppen, im Gegensatz zu den nahe verwandten Koboldmakis auf Sulawesi teilen sich die Gruppen zum Schlafen auf und schlafen auch hoch oben in den Bäumen. Die abendlichen Duettgesänge der ausgewachsenen Tiere sind nur kurz und die Urinspuren zur Markierung des Reviers verblassen schnell. Nach Einschätzung der Erstbeschreiber könnte es sich dabei um eine Anpassung an den Jagddruck durch den Menschen handeln, da keine andere Koboldmakiart dermaßen stark bejagt wird.

## Gefährdung
Siau-Koboldmakis sind hochgradig gefährdet. Ihre Heimatinsel misst nur 125 km² und ist überdies sehr stark besiedelt (311 Einwohner/km²). Ihr Lebensraum wird immer weiter eingeschränkt, es gibt keine Schutzgebiete auf der Insel. Überdies werden sie sehr stark wegen ihres Fleisches bejagt. Eine weitere potentielle Gefahr stellt der starke Vulkanismus der Insel dar, durch einen großen Ausbruch könnte die verbliebene Population ausgelöscht werden.
Die IUCN listet den Siau-Koboldmaki – noch vor der wissenschaftlichen Beschreibung – als „vom Aussterben bedroht“ (critically endangered).